# Europarlamentari pentru Italia 1999-2004

## A
- Generoso Andria (Partidul Popular European)
- Roberta Angelilli (Uniunea pentru Europa Națiunilor)

## B
- Paolo Bartolozzi (Partidul Popular European)
- Sergio Berlato (Uniunea pentru Europa Națiunilor)
- Fausto Bertinotti (Stânga Unită Europeană - Stânga Verde Nordică)
- Roberto Felice Bigliardo (Uniunea pentru Europa Națiunilor)
- Guido Bodrato (Partidul Popular European)
- Emma Bonino (Neafiliați)
- Mario Borghezio (Neafiliați)
- Enrico Boselli (Partidul Socialiștilor Europeni)
- Giuseppe Brienza (Partidul Popular European)
- Renato Brunetta (Partidul Popular European)

## C
- Giorgio Calò (Partidul European Liberal Democrat și Reformist)
- Marco Cappato (Neafiliați)
- Massimo Carraro (Partidul Socialiștilor Europeni)
- Giorgio Celli (Grupul Verzilor - Alianța Liberă Europeană)
- Luigi Cesaro (Partidul Popular European)
- Luigi Cocilovo (Partidul Popular European)
- Armando Cossutta (Stânga Unită Europeană - Stânga Verde Nordică)
- Paolo Costa (Partidul European Liberal Democrat și Reformist)
- Raffaele Costa (Partidul Popular European)

## D
- Gianfranco Dell'Alba (Neafiliați)
- Benedetto Della Vedova (Neafiliați)
- Marcello Dell'Utri (Partidul Popular European)
- Luigi Ciriaco De Mita (Partidul Popular European)
- Giuseppe Di Lello Finuoli (Stânga Unită Europeană - Stânga Verde Nordică)
- Antonio Di Pietro (Partidul European Liberal Democrat și Reformist)
- Olivier Dupuis (Neafiliați)

## E
- Michl Ebner (Partidul Popular European)

## F
- Carlo Fatuzzo (Partidul Popular European)
- Giovanni Claudio Fava (Partidul Socialiștilor Europeni)
- Enrico Ferri (Partidul Popular European)
- Franțasco Fiori (Partidul Popular European)
- Marco Formentini (Partidul European Liberal Democrat și Reformist)

## G
- Giuseppe Gargani (Partidul Popular European)
- Jas Gawronski (Partidul Popular European)
- Vitaliano Gemelli (Partidul Popular European)
- Fiorella Ghilardotti (Partidul Socialiștilor Europeni)
- Gian Paolo Gobbo (Neafiliați)

## I
- Renzo Imbeni (Partidul Socialiștilor Europeni)

## L
- Vincenzo Lavarra (Partidul Socialiștilor Europeni)
- Giorgio Lisi (Partidul Popular European)
- Raffaele Lombardo (Partidul Popular European)

## M
- Lucio Manisco (Stânga Unită Europeană - Stânga Verde Nordică)
- Mario Mantovani (Partidul Popular European)
- Franco Marini (Partidul Popular European)
- Claudio Martelli (Partidul European Liberal Democrat și Reformist)
- Mario Clemente Mastella (Partidul Popular European)
- Mario Mauro (Partidul Popular European)
- Pietro Mennea (Neafiliați)
- Domenico Mennitti (Partidul Popular European)
- Reinhold Messner (Grupul Verzilor - Alianța Liberă Europeană)
- Luisa Morgantini (Stânga Unită Europeană - Stânga Verde Nordică)
- Cristiana Muscardini (Uniunea pentru Europa Națiunilor)
- Franțasco Musotto (Partidul Popular European)
- Antonio Mussa (Uniunea pentru Europa Națiunilor)
- Sebastiano Musumeci (Uniunea pentru Europa Națiunilor)

## N
- Pasqualina Napoletano (Partidul Socialiștilor Europeni)
- Giorgio Napolitano (Partidul Socialiștilor Europeni)
- Giuseppe Nisticò (Partidul Popular European)
- Mauro Nobilia (Uniunea pentru Europa Națiunilor)

## P
- Elena Ornella Paciotti (Partidul Socialiștilor Europeni)
- Marco Pannella (Neafiliați)
- Paolo Pastorelli (Partidul Popular European)
- Giuseppe Pisicchio (Partidul Popular European)
- Giovanni Pittella (Partidul Socialiștilor Europeni)
- Guido Podestà (Partidul Popular European)
- Adriana Poli Bortone (Uniunea pentru Europa Națiunilor)
- Giovanni Procacci (Partidul European Liberal Democrat și Reformist)

## R
- Giorgio Ruffolo (Partidul Socialiștilor Europeni)
- Franțasco Rutelli (Partidul European Liberal Democrat și Reformist)

## S
- Guido Sacconi (Partidul Socialiștilor Europeni)
- Giacomo Santini (Partidul Popular European)
- Amalia Sartori (Partidul Popular European)
- Luciana Sbarbati (Partidul European Liberal Democrat și Reformist)
- Umberto Scapagnini (Partidul Popular European)
- Mariotto Segni (Uniunea pentru Europa Națiunilor)
- Franțasco Enrico Speroni (Neafiliați)

## T
- Antonio Tajani (Partidul Popular European)
- Bruno Trentin (Partidul Socialiștilor Europeni)
- Franz Turchi (Uniunea pentru Europa Națiunilor)
- Maurizio Turco (Neafiliați)

## V
- Gianni Vattimo (Partidul Socialiștilor Europeni)
- Walter Veltroni (Partidul Socialiștilor Europeni)
- Luigi Vinci (Stânga Unită Europeană - Stânga Verde Nordică)
- Demetrio Volcic (Partidul Socialiștilor Europeni)

## Z
- Stefano Zappalà (Partidul Popular European)